# Kicking a Dead Pig: Mogwai Songs Remixed
Kicking a Dead Pig: Mogwai Songs Remixed – remix album szkockiego zespołu Mogwai. Został wydany 18 maja 1998  w Wielkiej Brytanii. Zawiera remiksy nie wydanych dotąd nagrań zespołu autorstwa takich wykonawców jak: Alec Empire, My Bloody Valentine i Max Tundra.

## Album

### Historia i wydania
Mogwai do realizacji Kicking a Dead Pig zaprosili kilku swoich przyjaciół oraz tych artystów, których twórczość podziwiali: Surgeona - gwiazdę muzyki techno z Birmingham, Mike’a Paradinasa – lidera projektu µ-Ziq, Klute, Aleca Empire, My Bloody Valentine, Hood, Arab Strap i innych.
Album został wydany 18 maja 1998 roku w Wielkiej Brytanii przez Eye Q Records jako podwójny LP. 
W Stanach Zjednoczonych ukazał się jako podwójny CD (włącznie z Mogwai Fear Satan Remixes) i potrójny LP.
1 października 2001 roku album został wznowiony w Wielkiej Brytanii przez Chemikal Underground (razem z Mogwai Fear Satan Remixes).

### Lista utworów

#### LP (wersja brytyjska)
Lista według Discogs:
Side A
| Nr | Tytuł utworu                        | Wykonawca  | Długość |
| -- | ----------------------------------- | ---------- | ------- |
| 1. | „Like Herod (Hood Remix)”           | Hood       | 7:02    |
| 2. | „Helicon 2 (Max Tundra Remix)”      | Max Tundra | 7:20    |
| 3. | „Mogwai Fear Satan (Surgeon Remix)” | Surgeon    | 6:36    |
|    |                                     |            | 20:58   |

Side B
| Nr | Tytuł utworu                                                                        | Wykonawca            | Długość |
| -- | ----------------------------------------------------------------------------------- | -------------------- | ------- |
| 1. | „Gwai On 45 (Arab Strap Remix)”                                                     | Arab Strap           | 8:42    |
| 2. | „A Cheery Wave From Stranded Youngsters (Third Eye Foundation Tet Offensive Remix)” | Third Eye Foundation | 5:10    |
| 3. | „Like Herod (Alec Empire's Face The Future Remix)”                                  | Alec Empire          | 5:22    |
|    |                                                                                     |                      | 19:14   |

Side C
| Nr | Tytuł utworu                          | Wykonawca | Długość |
| -- | ------------------------------------- | --------- | ------- |
| 1. | „Summer (Klute's Weird Winter Remix)” | Klute     | 6:31    |
| 2. | „R U Still In To It? (DJ Q Remix)”    | DJ Q      | 8:23    |
|    |                                       |           | 14:54   |

Side D
| Nr | Tytuł utworu                                           | Wykonawca             | Długość |
| -- | ------------------------------------------------------ | --------------------- | ------- |
| 1. | „Tracy (Kid Loco's Playing With The Young Team Remix)” | Kid Loco              | 8:32    |
| 2. | „Mogwai Fear Satan (Mogwai Remix)”                     | Cpt. Meat, Plasmatron | 9:55    |
|    |                                                        |                       | 18:27   |

#### CD (wersja amerykańska)
Lista według Discogs:
Kicking A Dead Pig
| Nr | Tytuł utworu                                                                        | Oryginalny wykonawca  | Długość |
| -- | ----------------------------------------------------------------------------------- | --------------------- | ------- |
| 1. | „Like Herod (Hood Remix)”                                                           | Hood                  | 7:02    |
| 2. | „Helicon 2 (Max Tundra Remix)”                                                      | Max Tundra            | 7:20    |
| 3. | „Summer (Klute's Weird Winter Remix)”                                               | Klute                 | 6:31    |
| 4. | „Gwai On 45 (Arab Strap Remix)”                                                     | Arab Strap            | 8:42    |
| 5. | „A Cheery Wave From Stranded Youngsters (Third Eye Foundation Tet Offensive Remix)” | Third Eye Foundation  | 5:10    |
| 6. | „Like Herod (Alec Empire's Face The Future Remix)”                                  | Alec Empire           | 5:22    |
| 7. | „R U Still In To It? (DJ Q Remix)”                                                  | DJ Q                  | 8:23    |
| 8. | „Tracy (Kid Loco's Playing With The Young Team Remix)”                              | Kid Loco              | 8:32    |
| 9. | „Mogwai Fear Satan (Mogwai Remix)”                                                  | Cpt. Meat, Plasmatron | 9:55    |
|    |                                                                                     |                       | 1:06:57 |

Mogwai Fear Satan Remixes
| Nr | Tytuł utworu                                    | Oryginalny wykonawca               | Długość |
| -- | ----------------------------------------------- | ---------------------------------- | ------- |
| 1. | „Mogwai Fear Satan (Mogwai Remix)”              | Cpt. Meat, Plasmatron              | 9:48    |
| 2. | „Mogwai Fear Satan (µ-Ziq Remix)”               | µ-Ziq                              | 7:18    |
| 3. | „Mogwai Fear Satan (Surgeon Remix)”             | Surgeon                            | 6:22    |
| 4. | „Mogwai Fear Satan (My Bloody Valentine Remix)” | My Bloody Valentine, Kevin Shields | 16:12   |
|    |                                                 |                                    | 39:40   |

## Opinie krytyków
„W tej kolekcji remiksów Mogwai zostaje przetłumaczony i wykorzystany na różne sposoby. Czy to industrial, dance, czy coś zupełnie niezwykłego, 12 remiksów zawartych na Kicking a Dead Pig i dodatkowym CD, Fear Satan Remixes, zabiera Mogwai w różne nowe miejsca, na lepsze i na gorsze” – twierdzi Tim DiGravina z AllMusic. Ocenia jednak, iż dwupłytowy zestaw „nie jest ani tak wymagający, ani tak satysfakcjonujący, jak można by się spodziewać, i dlatego nie jest wart wielu ponownych przesłuchań”. 
„Podczas gdy wiele remiksów to po prostu strata czasu, ta kolekcja to rzadkość; wartościowy zbiór interesujących, a czasem błyskotliwych, małych squealerów” – uważa Martin James z Melody Maker.